# Mino - Il piccolo alpino
Mino - Il piccolo alpino (Mino - Ein Junge zwischen den Fronten nell'edizione tedesca) è una miniserie televisiva andata in onda tra il 1986 e il 1987, con Guido Cella, Pierre Cosso, Mario Adorf, Vittorio Amandola, Simona Cavallari, Ray Lovelock e Ottavia Piccolo, diretto dal regista Gianfranco Albano, prodotta da Claudio Biondi per la Tangram Film.
La miniserie è tratta dal romanzo Il piccolo alpino di Salvator Gotta, uscito nel 1926.

## Trama
La vicenda, ambientata tra il 1914 e il 1918, vede come protagonista Giacomino Rasi, un ragazzino che durante una gita in montagna crede di aver perso i suoi genitori. Successivamente viene adottato da due fratelli di contrabbandieri e nel 1915, con l'entrata in guerra dell'Italia, Mino segue uno dei due fratelli, che viene arruolato negli Alpini sul fronte delle Dolomiti.
Al termine del conflitto, Mino ritrova la madre, mentre il papà muore come maggiore dell'artiglieria italiana verso la fine della guerra. Nel libro, il padre, catturato dal nemico e tenuto prigioniero, si incontra con il figlio a Trento. In seguito, giunti a casa, vanno a visitare la mamma tenuta in una casa di cura per malattie mentali, dove era stata ricoverata a causa della convinzione di aver perso il figlio nella tormenta. Il finale è a lieto fine, con cerimonia e medaglia al valore.